# رافاييل تيسارو
رافائيل هو لاعب كرة قدم برازيلي في مركز حراسة المرمى، ولد في 22 سبتمبر 1985 في Castelo, Espírito Santo ‏ في البرازيل. لعب مع بوتافوغو ريغاتاس.

## وصلات خارجية
- رافائيل (لاعب كرة قدم) على موقع عالم كرة القدم.نت (الإنجليزية)